# Nolina interrata
Nolina interrata là một loài thực vật có hoa trong họ Măng tây. Loài này được Gentry mô tả khoa học đầu tiên năm 1946.

## Hình ảnh

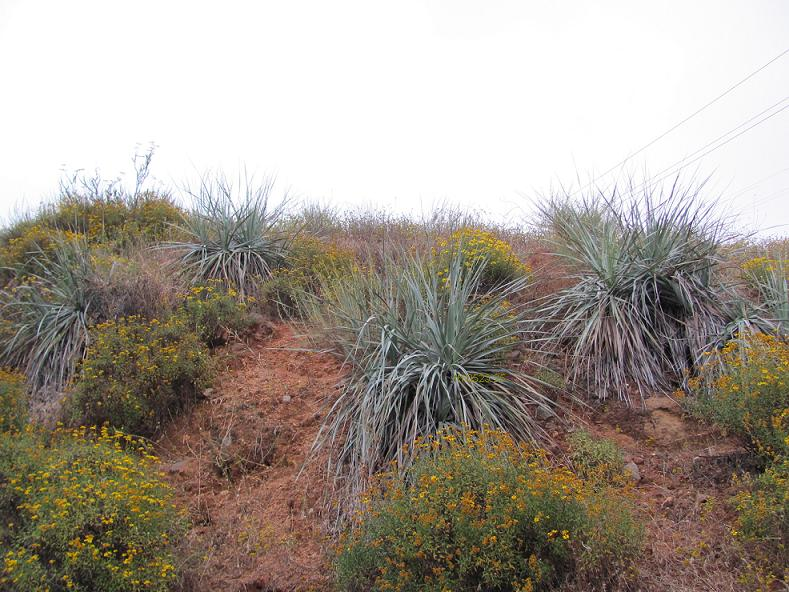
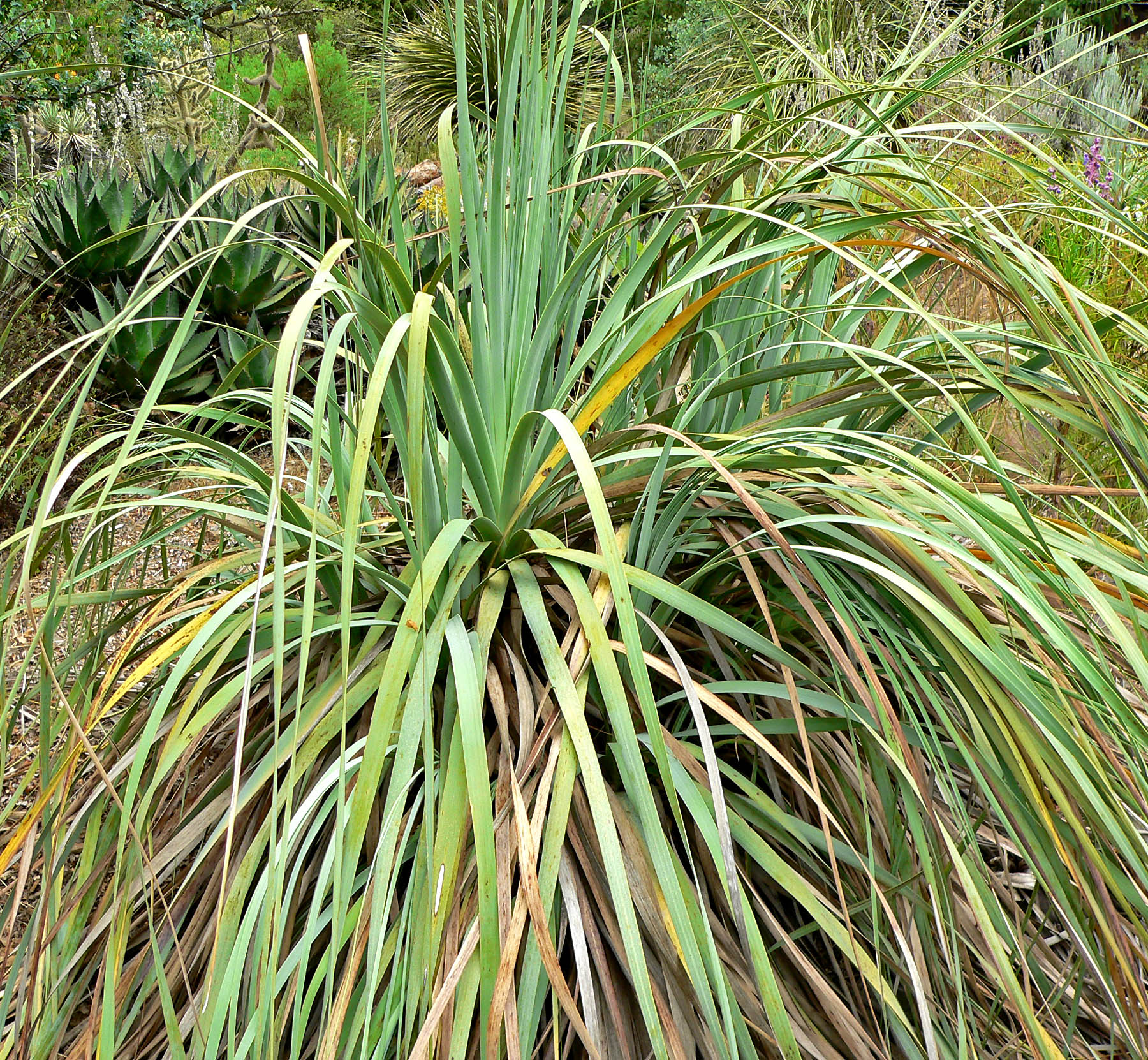
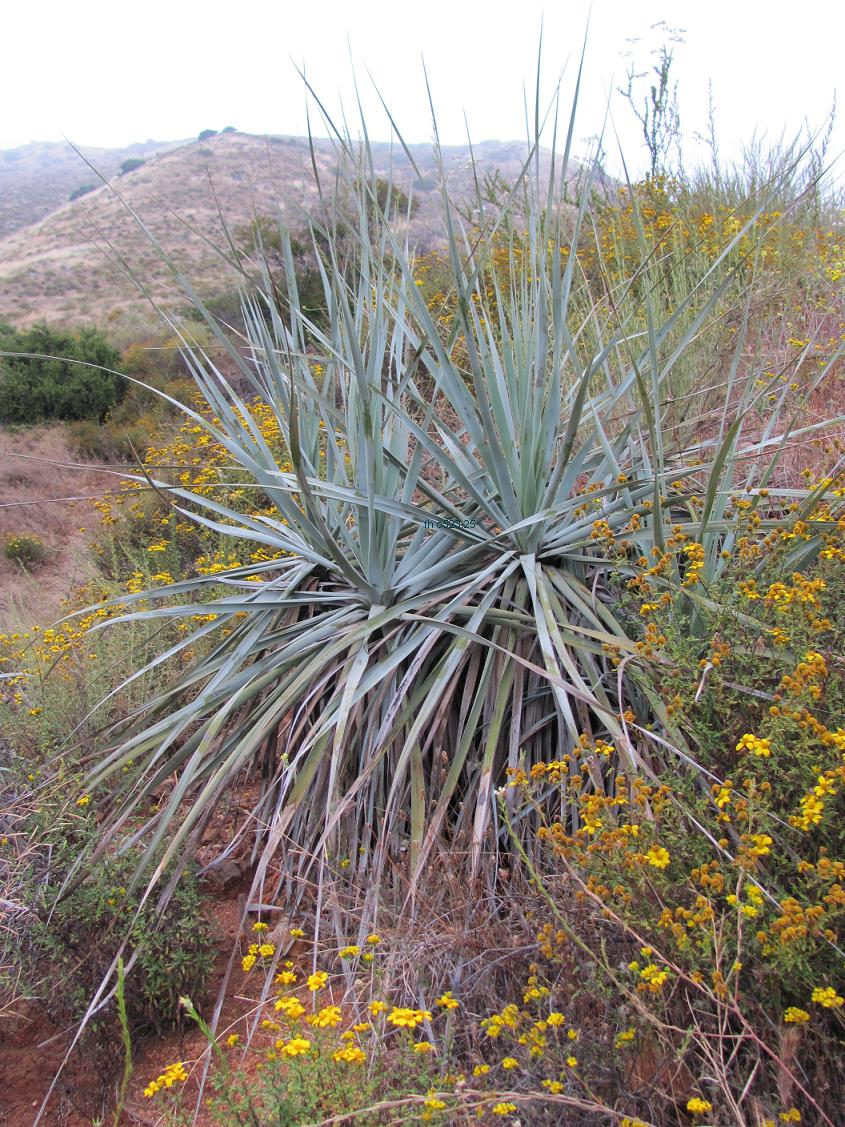

- Tập tin:Nolina interrata fh 0523.25 CAL A. Im Frühjahr.JPG